# 新羅之記録
『新羅之記録』（しんらのきろく）は、日本の歴史書。江戸時代に幕命により編纂された松前家系図をもとに補筆して作成された記録。別称に「松前国記録」「新羅記」。

## 概要
寛永20年（1643年）、 幕命によって編纂された松前家系図を初代松前藩主・松前慶広の六男景広が、正保3年（1646年）記述を補って作成した系図と史書を兼ねたものを、近江国園城寺（三井寺）境内の新羅神社に奉納したもので、寛永14年（1637年）の福山館の火災により焼失した記録を、記憶によってまとめたといわれており、他の記録と一致しない点が多く、信憑性や疑問が持たれている。上下二巻の巻子本。
新羅は源頼義の三男で、新羅明神で元服した常陸源氏や甲斐源氏の祖である新羅三郎義光を意味し、同書の冒頭部には園城寺にある新羅明神の縁起に関する記述がある。
松前景広が、正保3年（1646年）に園城寺を訪れた際，寺僧から新羅明神の縁起を聞いたとされている。
写本に松前藩家臣近藤家に伝来した近藤家資料本がある。